# PK Jadran Split
El PK Jadran Split es un club croata de waterpolo en la ciudad de Split.

## Historia
El club fue fundado en 1920 en la ciudad de Split. 
Tuvo una década en la que el equipo dominó al menos a nivel nacional
En los años 1992 y 1993 fue 2 veces campeón de la copa de Europa.

## Palmarés
- 1 vez campeón de la liga de Croacia de waterpolo masculino (2023)
- 1 vez campeón de la copa de Croacia de waterpolo masculino (2022)
- 2 veces campeón de la Copa de Europa de waterpolo masculino (1992 y 1993)
- 9 veces campeón de la liga de Yugoslavia de waterpolo masculino (1923, 1939, 1946, 1947, 1948, 1953, 1957, 1960, 1990-91)

- 2 veces campeón de la liga de Yugoslavia de waterpolo femenino (1988, 1989)